# Fishbone
I Fishbone sono un gruppo musicale alternative rock statunitense, formatosi nel 1979 a Los Angeles. Nel loro sound sono presenti influenze da molti altri generi, come funk, ska, punk rock, reggae e heavy metal.
Il gruppo è stato formato nel 1979 dal cantante Angelo Moore e proviene dai ghetti di Los Angeles, California, come i Red Hot Chili Peppers e i Jane's Addiction.

## Formazione

### Formazione attuale
- Angelo Moore - voce, sassofono, percussioni (1979 - oggi)
- Rocky George - chitarra (2003 - oggi)
- Jay Armant - trombone, voce (2011 - oggi)
- "Dirty" Walter A. Kibby II - tromba, voce (1979 - 2003, 2010 - oggi)
- Paul Hampton - tastiere, voce (2011 - oggi)
- John Norwood Fisher - basso, voce (1979 - oggi)
- John Steward - batteria (1999 - oggi)

### Ex componenti
- Kendall Jones - chitarra, voce (1979 - 1993)
- Chris Dowd - tastiere, trombone, voce (1979 - 1994)
- Philip "Fish" Fisher - batteria, voce (1979 - 1998)
- John "JB" Bigham - chitarra, tastiere (1989 - 1997)
- Anthony Brewster - chitarra (1997 - 1998)
- John McKnight - tastiere, trombone, chitarra(1998–2001, 2005-2011)
- Dion Murdock - batteria (1998 - 1999)
- Tracey "Spacey T" Singleton - chitarra (1997 - 2003)
- Dre Gipson - tastiere, voce (2003 - 2013)
- Dre "Pastor" Holmes - tromba, voce (2004 - 2005, 2007 - 2008)
- Tori Ruffin - chitarra (2003 - 2006)
- Curtis Storey - tromba, voce (2005 - 2007)
- Freddie Flint - tastiere (2013)

## Discografia
Album in studio
- 1986 - In Your Face
- 1988 - Truth and Soul
- 1991 - The Reality of My Surroundings
- 1993 - Give a Monkey a Brain and He'll Swear He's the Center of the Universe
- 1996 - Chim Chim's Badass Revenge
- 2000 - The Psychotic Friends Nuttwerx
- 2007 - Still Stuck in Your Throat

Album live
- 2002 - Live at Temple Bar
- 2005 - Live in Amsterdam

Raccolte
- 2010 - Playlist: The Very Best of Fishbone

EP
- 1985 - Fishbone

## Videografia
- 1992 - Past to Present
- 2004 - Critical Times: Hen House Sessions
- 2005 - Live in Amsterdam

Videoclip
- 1985 - Modern Industry
- 1985 - Party at Ground Zero
- 1986 - When Problems Arise
- 1987 - Jamaica Ska
- 1987 - It's a Wonderful Life
- 1988 - Freddie's Dead
- 1991 - Sunless Saturday
- 1991 - Everyday Sunshine
- 1993 - Unyielding condition
- 1993 - Servitude
- 1993 - Swim
- 2005 - Date Rape